# Tetragnatha novia
Tetragnatha novia este o specie de păianjeni din genul Tetragnatha, familia Tetragnathidae, descrisă de Simon, 1901. Conform Catalogue of Life specia Tetragnatha novia nu are subspecii cunoscute.